# ليون كيرن
ليون كيرن (بالألمانية: Leon Kern)‏ (22 أبريل 1997 بألمانيا - ) هو لاعب كرة قدم ألماني في مركز الهجوم.

## وصلات خارجية
- ليون كيرن على موقع قاعدة بيانات كرة القدم.إي يو (الإنجليزية)
- ليون كيرن على موقع عالم كرة القدم.نت (الإنجليزية)